# آيت علي بن قاسم (أهل الرمل)
آيت علي بن قاسم هو دُوَّار يقع بجماعة أهل الرمل، إقليم تارودانت، جهة سوس ماسة في المملكة المغربية. ينتمي الدوّار لمشيخة أهل الرمل التي تضم 21 دوار. يقدر عدد سكانه بـ 144 نسمة حسب الإحصاء الرسمي للسكان والسكنى لسنة 2004.

## وصلات خارجية
- البوابة الوطنية للجماعات الترابية
- المندوبية السامية للتخطيط